# Volodymyr Fink
Volodymyr Fink (Oekraïens: Володимир Фінк; Russisch: Владимир Финк) (Slavgorod, 28 maart 1958 - Bila Tserkva, 13 januari 2005) was een voetballer en kwam uit de Sovjet-Unie van Oekraïense afkomst. Ten tijde van zijn carrière werd zijn naam steevast in het Russisch geschreven als Vladimir Fink. 

## Biografie
Fink begon zijn carrière bij Dinamo Barnaoel en maakte datzelfde jaar nog de overstap naar Tsjernomorets Odessa. In 1988 ging hij voor Nistru Kisjinev spelen. In 2005 kwam hij om het leven bij een auto-ongeval.